# 无锡城市职业技术学院
无锡城市职业技术学院，是位于江苏省无锡市的一所公办全日制普通专科学校，同时为无锡市干部学校和中央团校无锡培训基地。

## 历史
- 2004年7月，江苏省政府发布《省政府关于建立无锡城市职业技术学院等8所高等职业学校的通知》[2]：无锡市职工大学与无锡市城建职工大学合并，组建无锡城市职业技术学院，同时撤销无锡市职工大学、无锡市城建职工大学建制。

## 机构
- 建筑工程系
- 旅游系
- 经济贸易管理系
- 电子信息工程系
- 艺术设计系
- 实验实训中心
- 基础课部